# Pa Saikou Kujabi
Pa Saikou Kujabi (* 10. Dezember 1986 in Serekunda) ist ein ehemaliger gambischer Fußballspieler.

## Karriere

### Verein
Seine erste Station war der gambische Verein Hawks Banjul. Der Linksfuß kam zu Jahresbeginn 2005 zum Grazer AK nach Österreich. Sein Debüt in der höchsten österreichischen Spielklasse gab Kujabi am 9. April 2005 gegen den SV Austria Salzburg, als er in der 73. Minute für Martin Amerhauser eingewechselt wurde. Das erste Bundesligator erzielte Kujabi im Dress der SV Ried, der er ab der Saison 2007/08, nach dem finanziellen Abstieg des GAK, angehörte. Er erzielte gegen den SCR Altach am 14. Juli 2007 das 1:2 beim 3:2-Erfolg. In der Saison 2008/09 fiel Kujabi im Herbst lange aus, da er von der Nationalmannschaftsreise in seine Heimat Gambia die Malaria mitbrachte.
Nach vier Jahren in Österreich wechselte Kujabi im Sommer 2009 nach Deutschland zum FSV Frankfurt. Die Bornheimer hatten ihren Kader zum zweiten Zweitligajahr nahezu komplett umgestellt, und Kujabi konnte sich gleich zu Saisonbeginn einen Stammplatz im offensiven Mittelfeld sichern. Für die Hessen schoss er in 24 Zweitligapartien zwei Treffer. Dann verließ Kujabi den Klub wieder und war zwei Jahre vereinslos, ehe er sich am 1. Januar 2012 dem schottischen Erstligisten Hibernian Edinburgh anschloss. Dort kam er in den folgenden zweieinhalb Jahren auf nur 18 Pflichtspiele für dessen Profimannschaft. Von 2014 bis zu seinem Karriereende 2016 war der Mittelfeldspieler dann noch in England für die unterklassigen Vereine Whitehawk FC und Soham Town Rangers FC aktiv.

### Nationalmannschaft
Von 2007 bis 2012 absolvierte Kujabi fünfzehn Partien für die gambische A-Nationalmannschaft, einen Treffer konnte er dabei jedoch nicht erzielen. 